# بوريس سيبيدا
بوريس سيبيدا (بالألمانية: Boris Cepeda)‏ هو عازف بيانو إكوادوري وألماني، ولد في 26 سبتمبر 1974 في كيتو في الإكوادور.

## وصلات خارجية
- بوريس سيبيدا على موقع IMDb (الإنجليزية)
- بوريس سيبيدا على موقع ميوزك برينز (الإنجليزية)